# RecordJet

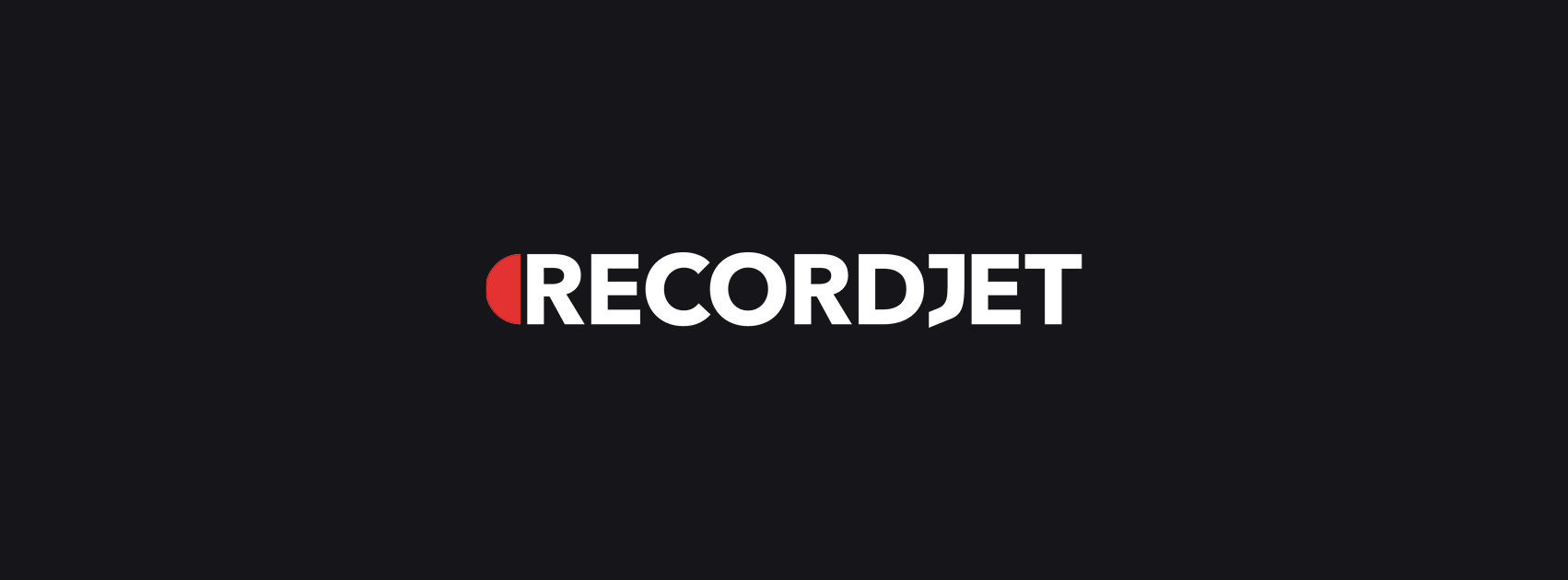
recordJet Logo

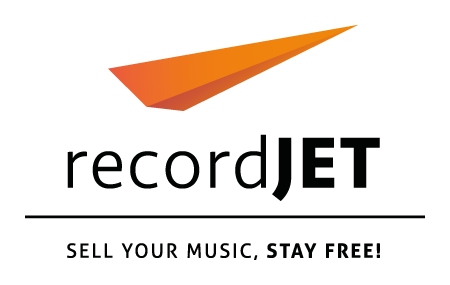
altes recordJet Logo

Recordjet (Eigenschreibweise: recordJet) ist eine Musikvertriebsplattform für Musiker und Musiklabels aus Deutschland.

## Geschichte
Recordjet wurde 2008 in Berlin vom Musikproduzenten Jorin Zschiesche gegründet mit dem Ziel, neue Vertriebsmöglichkeiten für unbekannte Musiker und kleine Labels zu schaffen. Seit 2013 bedient die Selbstvermarktungs-Plattform auch den englisch- und spanischsprachigen Markt mit einer eigenen Webpräsenz.

## Dienstleistungen
Recordjet bietet gegen eine jährliche Pauschalgebühr im Wesentlichen Musikern die Möglichkeit, bis zu 100 Prozent der Einnahmen aus den digitalen Verkäufen ihrer Werke zu erhalten, ohne die Rechte abzutreten. Zusätzlich werden weitere Dienstleistungen angeboten, wie z. B. die Schaltung von Social Media Ads, Sync Service, Promotion, Chartsanmeldung oder die Optimierung des eigenen Künstlerprofils auf Spotify und iTunes.